# Lunik (gruppo musicale)

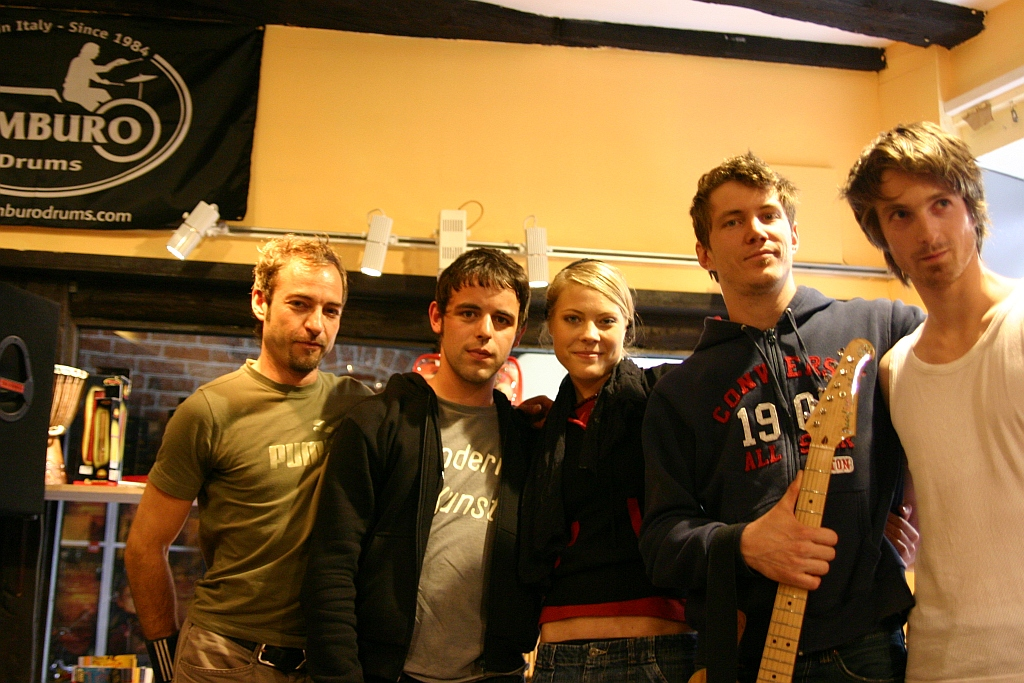
Lunik, 2005

Lunik è stata una band Svizzera, attiva dal 1997 al 2013.

## Storia
L'avventura dei Lunik comincia nel 1997 con il gruppo formato da Adi Amstutz, Luk Zimmermann, Mats Marti, Walo Müller e Anton Höglhammer. La cantante Rahel "Jaël" Krebs si aggiunge alla band nel 1998, nello stesso momento in cui Anton Höglhammer l'abbandona.
L'album di debutto Rumour vede la luce nel 1999: si tratta di un disco prettamente trip hop, molto d'atmosfera. Il bassista Walo Müller lascia la band subito dopo il tour, mentre il successivo album, intitolato Ahead (2001), vede la band orientarsi più verso la musica pop. Nel tour ad esso seguente Oli Müller suona il basso, mentre Adi Amstutz lascia il gruppo.
Il terzo album Weather (2003) è quello della consacrazione dei Lunik tra il pubblico svizzero: il disco, che presenta un approccio più acustico in contrapposizione alle atmosfere elettroniche dei lavori precedenti, ottiene un ottimo successo in patria.
In seguito, i Lunik sono impegnati in un tour acustico da cui verrà tratto l'album Life is on our side (2004). In questa occasione, Cédric Monnier (tastiere) e Jacob Suske (basso) si aggiungono alla band come sessionmen, per poi unirsi ufficialmente al gruppo nel 2005. Lo stesso anno, Mats Marti lascia i Lunik e, all'inizio del 2006, entra nella formazione il batterista Chrigel Bosshard.
Il quarto album in studio, intitolato Preparing to leave, vede la luce nel settembre del 2006 e si piazza subito al primo posto della classifica svizzera, in cui rimane a lungo, vincendo il disco di platino per aver venduto più di 30 000 copie. Nel marzo del 2007 esce la raccolta intitolata The platinum collection, contenente i tre album Rumour, Ahead e Weather.
Nel 2009 esce Lonely letters, una compilation di canzoni comparse negli album precedenti, tra cui alcune arrangiate in modo diverso rispetto all'originale.
Dopo l'abbandono della band da parte del bassista Jacob Suske, l'anno 2010 vede l'uscita di un nuovo album, intitolato Small lights in the dark. Successivamente, Chrigel Bosshard lascia il gruppo e il line-up dei Lunik si compone del semplice trio di Luk, Jaël e Cédric. Tale formazione persisterà fino alla fine della band.
Nell'agosto 2012 esce What is next, il cui primo singolo è la traccia Me-time. Circa un anno dopo, i Lunik annunciano il loro prossimo scioglimento, previsto per la fine del 2013, dopo la pubblicazione dell'ultimo album, intitolato Encore. Questo si compone di due CD: il primo CD consiste in una raccolta di dodici tracce inedite, mentre il secondo è la registrazione live del concerto del 12 ottobre 2012 presso la Tonhalle Zürich, in collaborazione con la ZKO (Zürcher Kammer Orchester).
Gli ultimi due concerti della band hanno luogo a dicembre presso Zurigo e Berna: Luk Zimmermann non vi prende parte, e la cantante Jaël e il tastierista Cédric sono nuovamente accompagnati dall'orchestra di Zurigo.

## Membri del gruppo

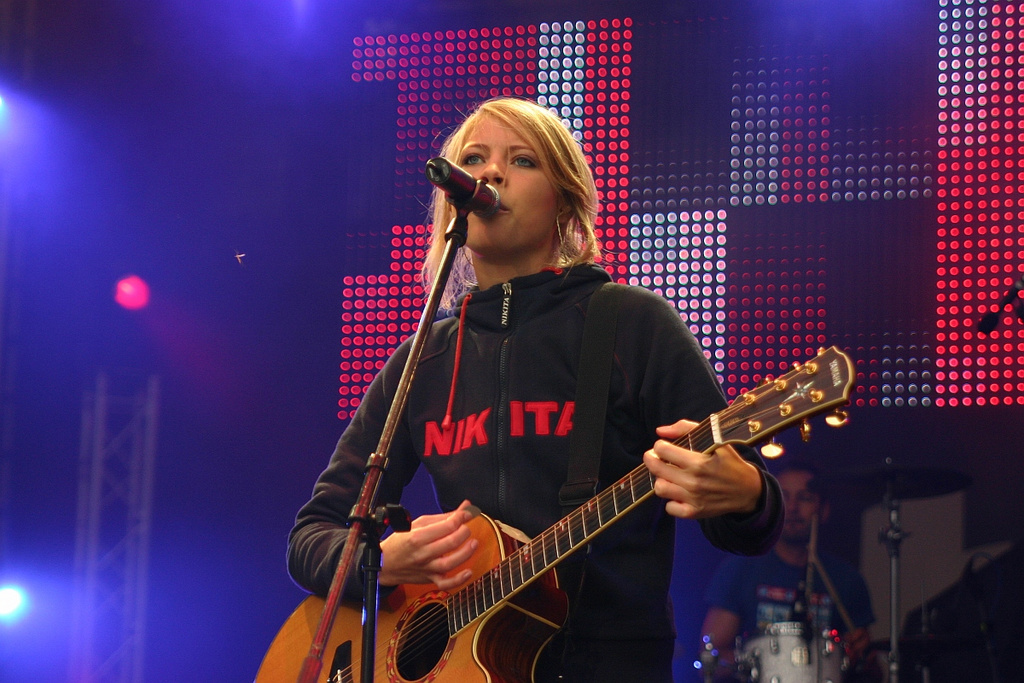
Jaël

- Jaël - Voce, chitarra ritmica
- Luk Zimmermann - Chitarra solista
- Chrigel Bosshard - Batteria
- Cédric Monnier - Tastiere

### Jaël
Rahel Krebs, detta Jaël è cantante, chitarrista ritmica ed indiscutibilmente leader del gruppo; sua è l'inconfondibile voce suadente che canta i testi in buona parte scritti dalla stessa bionda cantante svizzera.
Jaël nasce il 19 agosto 1979 ad Oppligen, nel Canton Berna, figlia di Vera e René Krebs, sorella minore di Cuno. Inizia la sua avventura coi Lunik nel 1998, alla voce, pur non facendo ancora parte della band, nella quale entra ufficialmente poco dopo. Nel 2000 conclude i suoi studi da insegnante ed attualmente vive a Berna dove si dedica alle sue passioni, quali la letteratura in lingua inglese tedesca ed il cinema francese. Adora il cibo thailandese ed ha una grande passione per la musica di ogni genere. Si definisce una perfezionista, a volte fino ai limiti della pedanteria.
Il nome Jaël se lo porta dietro fin dai tempi dell'infanzia quando lo trovava più facile da pronunciare rispetto al suo vero nome, Rahel e, vista la piccola differenza, ha deciso di usarlo anche come nome d'arte per la sua carriera musicale.

### Luk
Luk Zimmermann è il chitarrista nonché il produttore dei dischi in studio della band.
Luk nasce il 3 agosto del 1973 a Leibstadt nel Canton Argovia, figlio di Giovanni e Lis Zimmermann. Ha una sorella minore. Come Jaël, è anche lui un insegnante, anche se non ha mai insegnato, preferendo dedicarsi al lavoro di musicista e produttore. È molto orgoglioso del lavoro realizzato assieme agli altri membri del gruppo e spera che la loro musica possa raggiungere il maggior pubblico possibile. Vive attualmente a Berna.

### Cedric
Cedric Monnier nasce il 25 luglio 1977 a Zurigo. Dal 2003 suona le tastiere per la band, in cui entra ufficialmente nel 2005.

### Jacob
Jacob Suske, nato il 13 ottobre 1980 a Bruck a.d. Mur, vicino a Graz, in Austria, suona il basso con i Lunik dal 2003. Dal 2005 è entrato ufficialmente a far parte della band, che abbandona nel 2008.

### Chrigel
Chrigel Bosshard nasce il 9 febbraio 1977 a Zurigo. Si unisce ai Lunik nel 2006 e li lascia nel 2010.

## Discografia

### Album
- Rumour - 1999 (CH)
- Ahead - 2001 (CH) 2002 (DE) 2003 (USA)
- Weather - 2003 (CH) 2004 (DE)(ZA) 2005 (AU)
- Life Is On Our Side - 2004 (Live) (CH) 2005 (DE)
- Preparing to Leave - 2006 (CH/DE/AT)
- The Platinum Collection - 2007 (CH)
- Lonely Letters - 2009 (CH)
- Small lights in the dark - 2010 (CH)
- What is Next - 2012 (CH)
- Encore - 2013 (CH)

### Singoli
- Rumour - 1999 (CH)
- Otherside - 1999 (CH)
- Static - 2001 (CH)
- Waiting - 2002 (CH)
- The Most beautiful Song - 2003 (CH) 2004 (DE)
- Summer's Gone - 2004 (CH)
- Go On - 2005 (DE/AT)
- Little Bit - 2006
- Life is all around you 2006 (DE/AT)
- Preparing to leave - 26 gennaio 2007 (CH)
- Life is all around you - Nuova versione nel 2007 e utilizzata nel periodo marzo-giugno 2007 per lo spot dei piatti Nelsen

### Collaborazioni di Jaël
- DJ Tatana feat. Jaël - Always On My Mind
- Delerium feat. Jaël - After All
- Delerium feat. Jaël - Lost and Found
- Mich Gerber feat. Jaël - You Remain
- Mich Gerber feat. Jaël - Stop Crying
- Mensano feat. Jaël - Doesn't Care
- Schiller feat. Jaël - Tired
- Delerium feat. Jaël - Light your light